# Imbroszi csata
Az Imbroszi csata egy tengeri összecsapás volt az első világháborúban, 1918. január 20-án az Égei-tengeren. A két hajóból – a Goeben (Yavuz Sultan Selim) csatacirkálóból és a Breslau (Midilli) könnyűcirkálóból – álló német-török hajóraj a brit haditengerészet egyik flottilláját támadta meg meglepetésszerűen a Dardanellák előtti Imbrosz szigete közelében, majd továbbhaladva a közeli Limnosz szigeten lévő Mudrosz brit támaszpontja ellen igyekeztek támadást végrehajtani. Habár az Imbrosznál jelzett két monitort sikerült megsemmisíteniük, Mudrosz felé haladva aknamezőre tévedtek. A Breslau öt-hat aknára ráfutva elsüllyedt, a Goeben pedig három aknától súlyosan megrongálódott. A csatacirkáló a Dardanellákon áthaladva egy partra futott egy homokos partszakaszon, ahol napokon át ki volt téve a légitámadásoknak, mígnem levontatták és biztonságba helyezték. A Breslau elvesztése és a Goeben megrongálódása lényegében támadó hadműveletekre képtelenné tette a török flottát egészen a háború végéig.

## Előzmények
1918 januárjára a török hadsereg helyzete Palesztinában kezdett megingani. A törökök fekete-tengeri flottájának új német parancsnoka, Hubert von Rebeur-Paschwitz úgy döntött, hogy egy a Dardanellák előtt végrehajtott hadművelettel próbál enyhíteni a Palesztinában a törökökre nehezedő nyomáson. A brit égei-tengeri hajóraj számos egysége keresett menedéket az Imbrosz szigeténél lévő Kusu-öbölben és ezek lettek a török hadművelet fő célpontjai. Az itt lévő hajók elleni támadás után Rebeur-Paschwitz a Limnosz szigetén lévő Mudrosz brit támaszpontját tervezte megtámadni. A Dardanellákat őrző antant haderő néhány brit és francia nehéz egységből és pár monitorból állt, melyek feladata a tengerparti célpontok lövetése volt. A monitorokat rombolókísérettel látták el és a brit Agamemnon és Lord Nelson pre-dreadnought csatahajókat szintén a térség őrzésével bízták meg, de a Lord Nelsonnak a hajóraj parancsnokát vitte a támadás időpontjában Szalonikibe épp.
A német-török légi felderítés folyamatosan azonosította az újonnan telepített ellenséges aknamezőket és azok pontos fekvéséről egy térkép került a németek birtokába a rajtaütés előtti napokban. Mikor a repülők jelentették az egyik csatahajó távozását, a kínálkozó alkalmat kihasználva a németek és a törökök úgy döntöttek, hogy a Goeben csatacirkálóval és a Breslau könnyűcirkálóval támadást hajtanak végre a közeli antant-támaszpontok ellen. A német tengernagy a legnagyobb titoktartás mellett szervezte meg a hadműveletet, a benne részt vevő hajókat január 19-én délre gyülekeztette a Márvány-tengeren és ismertette a parancsnokokkal a haditervet.
Január 20-án a britek két monitora, a Raglan és az M28, valamint két rombolója, a Tigress és Lizard volt Imbrosznál.  Az Agamemnon Mudrosz közelében volt, de túl lassú volt ahhoz, hogy harcra kényszeríthesse a török-német hajókat, amennyiben azok kerülni akarnák a harcot.

### Az erők összehasonlítása

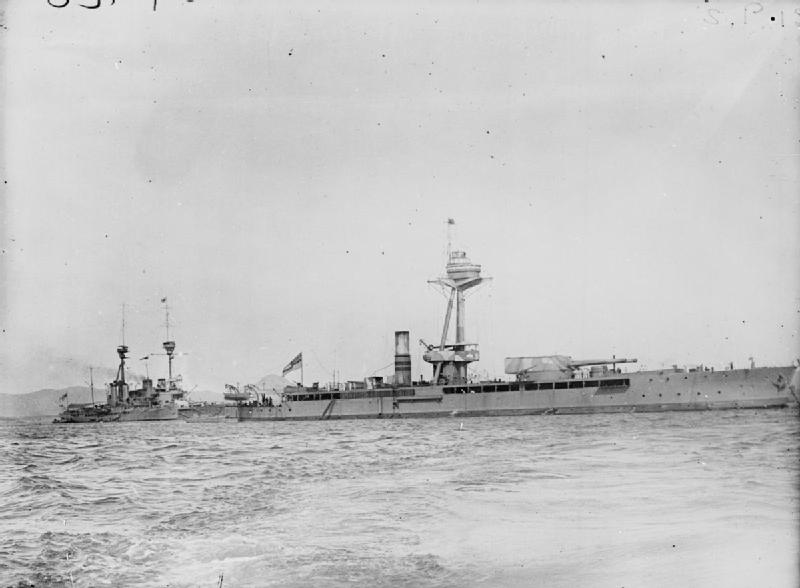
A Raglan (jobbra) a Lord Nelson csatahajó társaságában

Az Agamemnon és a Lord Nelson nélkül a britek jelentősen kisebb tűzerővel rendelkeztek mint a támadók. A Tigress és a Lizard fegyverzete két 102 mm-es és két 76 mm-es űrméretű ágyúból, valamint két 533 mm-es torpedóvető csőből állt. A 27 csomós végsebességükkel gyors hajóknak számítottak. A két monitor alkalmasabb volt a tengerparti célok bombázására, mint a hajók elleni küzdelemre, habár a nehézlövegeik révén rendelkeztek azzal a tűzerővel, amivel a rombolók nem. A Raglan nehéztüzérsége két 380 mm-es, 45 kaliberhosszúságú nehézlövegből állt és rendelkezett továbbá két 152 mm-es és két 76 mm-es löveggel is. Az M28 a Raglannál kisebb monitor volt és a tüzérsége sem volt olyan erős. Egy 234 mm-es és egy 76 mm-es ágyúval, valamint egy 57 mm-es Hotchkiss légvédelmi löveggel rendelkezett. A monitorok legnagyobb gyengesége az alacsony, mindössze 7 csomós sebességük volt, amivel nem tudtak volna kitérni a támadás elől.
A német-török hajók ezzel szemben gyorsak voltak és a Goeben emellett erős fegyverzettel is rendelkezett. A Breslau (Midilli) nyolc 15 cm-es löveggel volt felszerelve, míg a Goeben (Yavûz Sultân Selîm) a török flotta legerősebb egysége volt 25,5 csomós sebességével és tíz darab 280 mm-es ágyújával, amit 12 darab 15 cm-es ágyú egészített még ki. Mivel az antant nem rendelkezett nehéz egységekkel a térségben, nem volt mivel szembeszállhasson a kifutó török kötelékkel.

## A csata

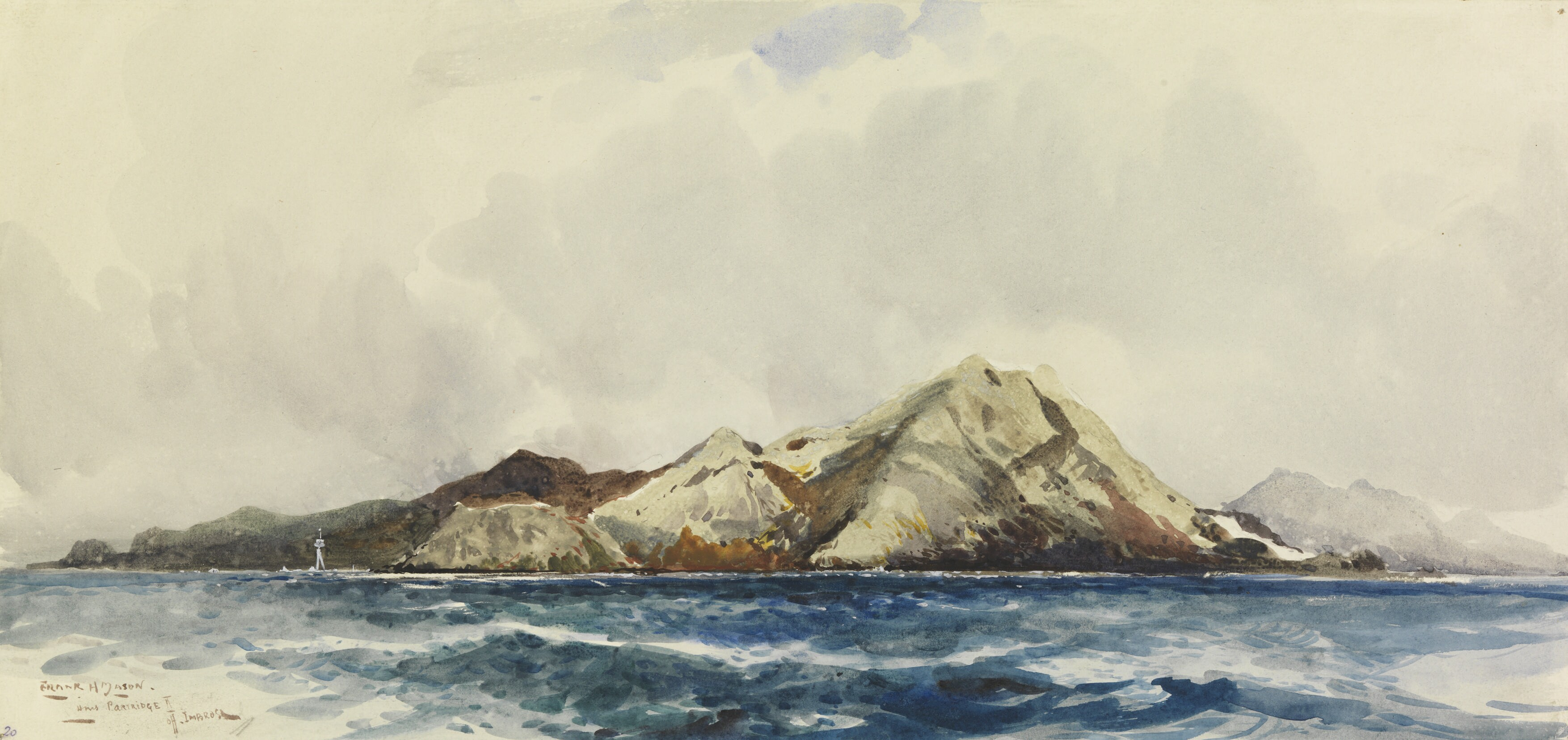
A Raglan megfeneklett roncsa a Kusa-öbölben (a kép bal oldalán)

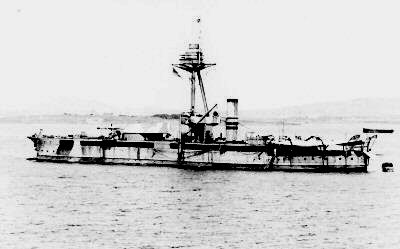
A Raglan monitor

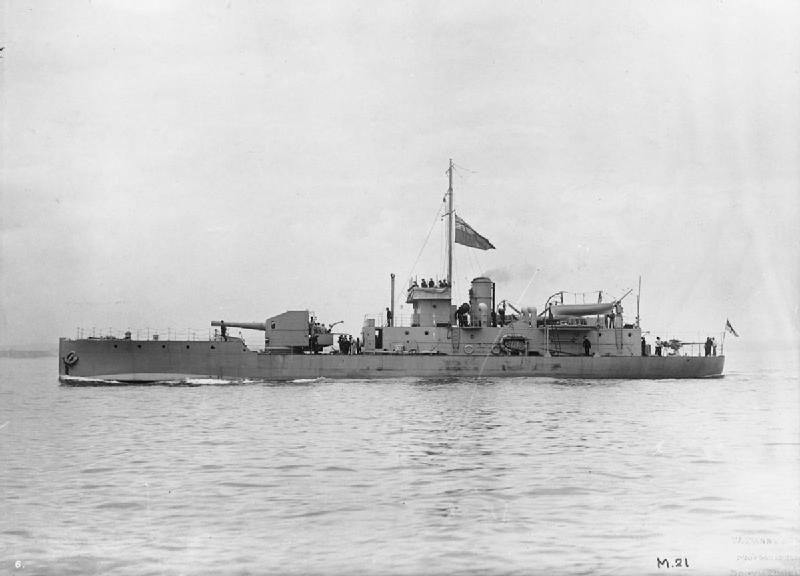
Az M21 jelű monitor, az M28 testvérhjója

Még a hajnali sötétségben vezette át a haderőt Semmler fregatthadnagy (Oberleutnant zur See) a saját aknazárakon és tengeralattjáró-elhárító rendszereken. Elől a Goeben, mögötte a Breslau haladt. A tengernagy a torpedónaszádokat a Dardanellák kijáratánál hátrahagyta. Hamarosan a Goeben bal oldalán akna robbant, ami miatt a hajtóműveket leállították, de hamar megállapították, hogy a robbanás nem okozott komolyabb károkat és folytatták az utat Imbrosz szigete felé.
A szigethez érve a csatacirkáló a Kephalos-öböl jelzőállomását vette tűz alá, míg a Breslaut a Kusu-öböl kijáratának szemmel tartásához küldték előre. Ahogy a Kusu-öbölhöz közeledtek, 05:30-kor észlelte őket a Lizard. A romboló megpróbált szembeszállni a támadókkal, de nem tudott a torpedók kilövéséhez megfelelő távolságba kerülni a rá zúduló heves tűzben. A Goeben hamarosan észlelte a két brit monitort az öbölben és a Lizardról rájuk tette át a tüzét. A Breslau ezután egyedül lőtte a Lizardot, melyhez csatlakozott a Tigress. A két romboló megpróbálta mesterséges köd képzésével a monitorokat elrejteni a Goeben elől, de ez nem sikerült nekik. A Goeben előbb a Raglant vette tűz alá és a tüzértiszt, Pfützenreuter sorhajóhadnagy irányításával hamar belőtte magának a célpontot, első találatát az előárbóckosáron érte el, végezve a tüzér- és irányzó tisztekkel. A Raglan viszonozta a tüzet a 380 mm-es és 152 mm-es ágyúival, de nem ért el találatot addig, míg a nehézágyúi lövegtornyát ki nem iktatta egy a kazamatáját átütő találat, mely lángra lobbantotta az itteni lőszerkészletet. Röviddel azután, hogy így harcképtelenné vált, a Goeben egyik 28 cm űrméretű lövedéke eltalálta a lőszerraktárát, ami végzett a monitorral. A Raglan elsüllyedése után a csatacirkáló az M28-at vette tűz alá és találatot ért el a közepén. A monitor lángba borult és 06:00-kor a lőszerraktárának felrobbanása következtében gyorsan elsüllyedt. A monitorok legénysége a vízbe vetette magát és a közeli partra igyekezett kiúszni.
A két monitor semlegesítése után a Goeben és a Breslau megszakították a rombolókkal vívott harcukat és délnek indultak tovább, hogy a mudroszi támaszpont ellen intézzenek támadást. Itt állt lesben az egyetlen német tengeralattjáró a térségben, a támaszpontról kifutó ellenséges hadihajókra várva.
A német hajók igyekeztek az aknamentesnek hitt sávban haladni és a Breslau felzárkózott eközben a Goebenhez. Mudroszról brit repülőgépek szálltak fel és hátulról közelítettek feléjük. Mivel a Breslaunak nem volt légvédelme, Rebeur-Paschwitz tengernagy a Goeben elé rendelte, hogy így szabaddá tegye a teret a csatacirkáló légvédelmi ágyúi számára. A manőver közben a Breslau túlságosan nagy mértékben kitért oldalra és ekkor aknára futott, mely az utolsó kéményének magasságában robbant és ettől irányításképtelenné vált. A Goeben meg akart fordulni, hogy vontába vegye és ehhez a kötelet sikeresen át is tudták juttatni.
A két hátrahagyott brit romboló távolról megfigyelés alatt tartotta őket, miközben felettük légi összecsapások zajlottak. Ariszteidisz Moraitinisz görög ász pilóta a Sopwith Camel vadászgépével két Sopwith Baby-t kísért és a beszámolók szerint három ellenséges vízi repülőgépet lőtt le. Röviddel a Breslau után a Goeben is aknára futott. A következő fél óra alatt a Breslau további négy aknára futott rá, amitől süllyedni kezdett és tattal előre elmerült. A Goeben megpróbált segíteni a bajba jutott kísérőjén, de ő is újabb aknára futott és ezért kénytelen volt visszafordulni. A Dardanellák jelentette biztonság felé tartó Goebent a Lizard és a Tigress üldözőbe vette.
A visszavonulásának fedezésére – Rebeur-Paschwitz leírása szerint a Breslau túlélőinek kimentésére – négy török romboló és egy öreg cirkáló futott ki a rombolók elűzésére. Kagerah sorhajóhadnagy annak érdekében, hogy minél előbb a helyszínre érkezzen, ahelyett, hogy az aknamezőt megkerülte volna, a hajóival azon keresztül indult meg. A brit rombolók ezt látva tűz alá vették őket és több találatot is elértek az élen haladó török rombolókon, ami miatt a jelentősen gyengébb fegyverzetű törökök visszatértek a partvédelmi ütegek védelme alá. A Hellesz-fokhoz közelítő brit rombolókat a török parti ütegek vették tűz alá, mire ezek is visszavonultak és ezután kimentették a Breslau túlélőit. A kimentettek számát a különböző források 162 illetve 133 főre teszik.
A Lizard és a Tigress jelentette fenyegetés mellett az Ark Royal repülőgép-anyahajó egy tucatnyi repülőgépet küldött a Goeben elpusztítására. Habár két, a csatacirkálóra ledobott bomba is célba talált, az ekkor már a partok közelébe ért. Tíz török repülőgép fellépése és a heves légvédelmi tűz képes volt ezután visszaverni a támadásokat. Egy Sopwith Baby lezuhant az elhárító tűzben, egy másik megrongálódott. A korábban meghátrált négy török romboló visszatért és biztosította a Goeben felhajózását a Dardanellákon. A súlyosan sérült csatacirkálót a legénysége partra futtatta egy a Nagara-fokhoz közeli homokpadon. A következő hat nap során az antant számos légitámadást indított ellene és hat bombatalálat elérését jelentették. A török repülőgépek és partvédelmi ütegek fellépése képes volt megóvni a csatacirkálót és visszaverni a támadásokat. A számos támadás ellenére csak felületi károsodások érték, mivel a 29 kg-os bombák túl kicsinek bizonyultak jelentős károk okozásához.
Az antant helyi parancsnokai egy tengeralattjáró-támadás terveit fontolgatták a csatacirkáló ellen, de az egyetlen Égei-tengeren állomásozó tengeralattjárójuk, a brit E12 mechanikai problémákkal küzdött és ezért nem lehetett bevetni.

## A csata után
A Goebent nem lehetett kiszabadítani jelentős terhektől való megszabadulással sem. Schenk kapitánynak támadt az az ötlete, hogy az Isztambulban lévő Turgut Reis (ex-Weissenburg) csatahajót a helyszínre hívva a hajócsavarjai által keltett örvényléssel eltávolíthatná a Goeben alól a homokot, majd pedig levontathatná a homokpadról. Schenk pár héttel korábban már kipróbálta ezt az eljárást Zonguldak közelében, ahol egy Stinnes-gőzöst kellett kiszabadítani. Másnap a déltől kezdődő légitámadások során mintegy 300 bombát dobtak le rá, de csak két jelentéktelen károkat okozó találatot tudtak elérni: az egyik a kémény köpenyét, a másik az egyik háló dobozát rongálta meg. A 29 kg-os bombák túl kicsinek bizonyultak jelentős károk okozásához.
A Goeben egészen január 26-ig a homokpdon maradt, mikor a Turgut Reis csatahajó a helyszínre érkezve sikeresen levontatta és visszavontatta a Fekete-tengerre. A britek még egy utolsó kísérletet téve az elpusztítására az E14 jelű tengeralattjárójukat január 27-én beküldték a Dardanellák tengerszorosába, de ekkorra a csatacirkáló már nem volt itt. A tengeralattjáró ezt megállapítva indult vissza. Út közben észlelt egy török teherhajót, egy a Goeben lőszerével megrakodott mahont, melyre két torpedót lőtt ki. A második torpedó idő előtt robbant – a sekély vízben a fenéknek ütközhetett közvetlen a kilövés után – és megrongálta az E14-et.
A sérült és a Dardanellákon kijutni igyekvő tengeralattjárót a partvédelmi ütegek tűz alá vették, mire az partra futott. Parancsnoka, Geoffrey Saxton White és egy másik tengerész elesett, a legénység hét tagja fogságba esett. White posztumusz megkapta a Viktória-keresztet a tengeralattjáró partrafuttatásért való erőfeszítéseiért, amivel a hajója legénységét igyekezett megmenteni. Habár német-török részről a terveket a monitorok elpusztítására sikerült teljesíteni, az aknamezőn elszenvedett veszteségek jelentősen átértékelték ezt a sikert. A Breslau elvesztésével és a Goeben sérüléseivel a török haditengerészet jelentette fenyegetés erősen lecsökkent az antanthatalmak számára a háború végéig. Annak ellenére, hogy a két német hajó végső soron kiesett a török flotta kötelékéből, az antant égei-tengeri hajórajának parancsnokait erős kritikák érték, amiért a csatahajókat ilyen távolra vezényelték a Dardanelláktól. Amennyiben az Agamemnon vagy a Lord Nelson a közelben lett volna a rajtaütéskor, úgy elpusztíthatták volna a Goebent miután az aknamezőn súlyosan megsérült.

## Fordítás
- Ez a szócikk részben vagy egészben  a   Battle of Imbros című angol Wikipédia-szócikk ezen változatának fordításán alapul.  Az eredeti cikk szerkesztőit annak laptörténete sorolja fel. Ez a jelzés csupán a megfogalmazás eredetét és a szerzői jogokat jelzi, nem szolgál a cikkben szereplő információk forrásmegjelöléseként.